# Samsung Galaxy S9+
Samsung Galaxy S9+ (SM-G965) — смартфон компании Samsung Electronics, представленный 25 февраля 2018 года. Является частью серии Samsung Galaxy S.
Критики отмечают, что по внешнему виду и функциональности телефон во многом идентичен предшественникам в серии — Galaxy S8 и S8+, при том что стартовая цена нового смартфона значительно более высокая. В новом аппарате камера подверглась улучшениям и была высоко оценена рецензентами. Также одним из изменений, получившим высокую оценку критиков, стало местоположение сканера отпечатков пальцев: в S8 и S8+ он находится сбоку от камеры, в новом аппарате — под камерой. В целом, смартфон получил положительные отзывы прессы.

## Технические данные
Спереди Galaxy S9+ имеют такой же внешний вид, как и S8+ с S8. Cмартфон получил дисплей Super AMOLED с разрешением 2960×1440 пикселей (соотношение сторон — 18,5:9). Диагональ экрана S9+ — 6,2.
В США, Канаде, Китае, Гонконге, Японии и Латинской Америке в продажу поступили смартфоны с процессором Qualcomm Snapdragon 845. Для остальных стран производятся аппараты с процессором Samsung Exynos 9810.
Samsung Galaxy S9+ получил 6 ГБ оперативной памяти. Устройство имеет три версии по объёму внутренней памяти: 64, 128 и 256 ГБ, а также поддерживает карты памяти microSD объёмом до 400 ГБ.
Ёмкость аккумулятора в устройстве такая же, как и у их предшественника — 3500 мАч.
Смартфон получил два динамика, настроенные AKG, и реализуют технологию объёмного звука Dolby Atmos. Модель смартфона сохранила 3,5-мм разъём для наушников.
На задней стороне корпуса смартфона имеется главная визуальная отличительная черта от смартфонов S8 и S8+: сканер отпечатков пальцев, ранее находившийся с правой стороны от камеры, для удобства перемещён под камеру, подобно моделям Samsung Galaxy A8 и A8+ 2018 года. Добавлен более безопасный метод разблокировки экрана, в котором распознавание лица и сканирование радужки глаз объединены в одну процедуру(смарт-сканирование).
Задняя камера телефона получила значительные улучшения. S9+ имеет двойную камеру, наподобие Samsung Galaxy Note 8. Камера имеет двойную диафрагму, которая может переключаться между режимами f/1.5 и f/2.4 в зависимости от количества света. Телефон может снимать видео 4K со скоростью 60 кадров в секунду(с ограничением времени — 5 минут), FullHD со скоростью 240 кадров в секунду(с ограничением времени — 10 минут), а также HD «Super Slow-mo» со скоростью 960 кадров в секунду. Ещё одним нововведением стала функция AR Emoji, позволяющая пользователю создавать эмодзи на основе своего лица и похожая на технологию Animoji, используемую в аппаратах Apple[6].
Изначально Samsung Galaxy S9+ работал под управлением операционной системы Android 8.0.0 Oreo с оболочкой Samsung Experience 9.0. В феврале 2019 года Galaxy S9+ получил обновление до версии Android 9 с оболочкой One UI, а в 2020 году был обновлён до последней версии Android 10.

## Версии смартфона
Qualcomm Snapdragon 845:
SM-G9650 — Snapdragon 845 — China(Hong Kong) — SIM1:TDD-LTE+FDD-LTE+WCDMA+TD-SCDMA+GSM; SIM2:GSM.
SM-G965T — Snapdragon 845 — T-Mobile — FDD-LTE+WCDMA+GSM.
SM-G965P — Snapdragon 845 — Sprint-(United States) — FDD-LTE+WCDMA+GSM.
SM-G965A — Snapdragon 845 — At&t-(United States) — FDD-LTE+WCDMA+GSM.
SM-G965R4 — Snapdragon 845 — US Cellular-(United States) — FDD-LTE+WCDMA+GSM.
SM-G965V — Snapdragon 845 — Verizon-(United States) — FDD-LTE+WCDMA+CDMA+GSM.
SM-G965U1 — Snapdragon 845 — Official Unlocked – LTE+WCDMA+CDMA+GSM
Samsung Exynos 9810:
SM-G965F — Exynos 9810 — Global — FDD-LTE+WCDMA+GSM.
SM-G965S — Exynos 9810 — Korea SKT — FDD-LTE+WCDMA+CDMA+GSM.
SM-G965K — Exynos 9810 — Korea KT+ — FDD-LTE+WCDMA+GSM.
SM-G965L — Exynos 9810 — Korea — FDD-LTE+WCDMA+GSM.
SM-G9659 — Exynos 9810 — China — SIM1:TDD-LTE+FDD-LTE+CDMA; SIM2:GSM;Roaming:WCDMA+GSM.
SM-G9658 — Exynos 9810 — China — SIM1:TDD-LTE+TD-SCDMA+GSM; SIM2:GSM;Roaming:FDD-LTE+WCDMA.
SM-G965FD — Exynos 9810 — Southeast Asia — SIM1:FDD-LTE+WCDMA+GSM; SIM2:GSM.
SM-G965W8 — Exynos 9810 — Canada — ???.

## Проблемы
Пользователи новых Galaxy S9+ испытывали проблемы с дисплеем, связанные с отображением некоторых цветов, а также с работоспособностью сенсорного экрана. Samsung подтвердила наличие «ограниченного числа сообщений» о подобных проблемах и заявила о том, что изучает их.
Также многие пользователи смартфона с процессором Exynos замечали, что время автономной работы устройства слишком низкое. Аналитики обнаружили, что ядра процессора были плохо настроены, что привело к сокращению времени автономной работы. Эта проблема была частично решена Samsung с выпуском обновления в августе 2018 года.